# Francesco Coco (magistrato)
Francesco Coco (Terralba, 12 dicembre 1908 – Genova, 8 giugno 1976) è stato un magistrato italiano, assassinato dalle Brigate Rosse durante gli anni di piombo.
Procuratore generale presso la corte d'appello di Genova durante il sequestro brigatista del magistrato Mario Sossi nella primavera 1974, rifiutò la trattativa con le Brigate Rosse negando la liberazione di alcuni terroristi in cambio a quella dell'ostaggio, precedentemente disposta dalla Corte d'appello. L'8 giugno 1976 il magistrato e i due agenti di scorta furono uccisi dalle Brigate Rosse in un agguato, che fu rivendicato anche dai brigatisti detenuti a Torino dove era in corso il processo al cosiddetto "nucleo storico" dell'organizzazione.

## Biografia

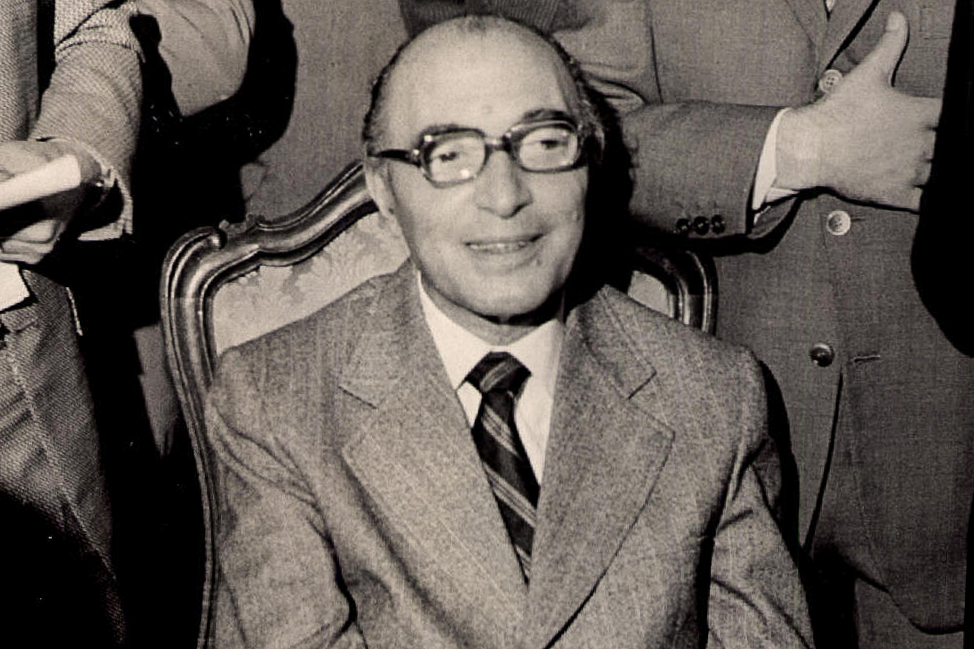
Coco negli anni '60

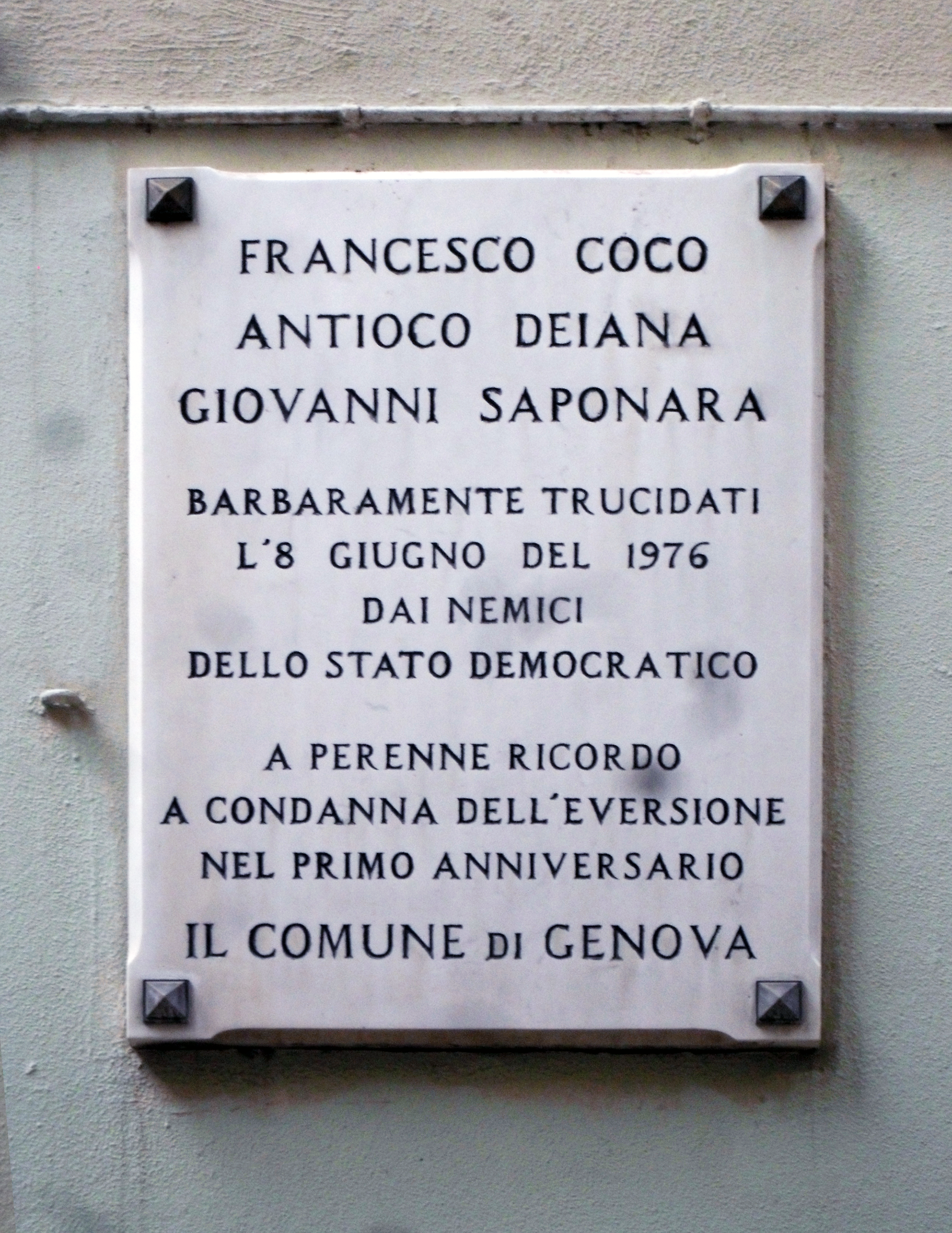
Targa commemorativa posta dal comune di Genova sul luogo dell'attentato

Nato a Terralba, in Sardegna, giovane magistrato iniziò la carriera come giudice istruttore a Nuoro negli anni trenta, veste nella quale istruì il processo per l'omicidio di Antonia Mesina. Durante la seconda guerra mondiale fu, presso la giustizia militare, sostituto procuratore nel tribunale militare territoriale di Oristano. Successivamente fu sostituto procuratore generale della corte d'appello di Cagliari, occupandosi di molti casi di sequestro di persona e banditismo, in seguito divenne procuratore della Repubblica di Genova, carica che mantenne negli anni sessanta e settanta.
Nel maggio 1974 si oppose al rilascio degli otto detenuti ex-militanti del Gruppo XXII Ottobre, richiesto dalle Brigate Rosse in cambio della liberazione del sequestrato giudice e amico Mario Sossi, dopo che la corte d'assise d'appello di Genova aveva dato parere favorevole. La corte d'appello, presumibilmente d'accordo con il giudice Coco, dispose per il rilascio dei detenuti a condizione della «stabilita incolumità del giudice Sossi». Invece, Coco, una volta verificata la liberazione del collega Sossi, impugnò in Cassazione la decisione di liberazione sostenendo che Sossi non era esattamente incolume (riportava delle leggere contusioni), e impedì quindi il rilascio dei brigatisti. La notte prima di proporre ricorso in Cassazione ricevette una telefonata del Presidente della Repubblica Giovanni Leone, il quale non ebbe occasione di sollecitare tale presa di posizione poiché il giudice Coco gli espresse immediatamente il proprio intento di svolgere "il [proprio] dovere sino in fondo".
In seguito alla sottoscrizione del ricorso in cassazione in cui si negava la liberazione degli incarcerati, le Brigate Rosse organizzarono e attuarono una feroce ritorsione, compiendo quello che sarebbe stato il primo omicidio legato al terrorismo rosso in Italia. Due anni dopo, l'8 giugno 1976 alle ore 13:30, Coco venne ucciso insieme ai due agenti della sua scorta, il brigadiere di polizia Giovanni Saponara, che camminava al fianco del magistrato, e l'appuntato dei carabinieri Antioco Deiana, che era in sosta sulla Fiat 132 di servizio e fu quindi raggiunto lontano dal luogo dell'attentato al giudice. Furono utilizzati colpi di rivoltella e di mitraglietta Skorpion. L'attentato avvenne nei pressi dell'abitazione di Coco, in Salita Santa Brigida, una stretta traversa della centrale via Balbi, a poche centinaia di metri dall'Università degli studi di Genova e dalla stazione ferroviaria di Piazza Principe. Il giorno dopo, alcuni militanti delle Brigate Rosse, fra i quali Prospero Gallinari e Renato Curcio, durante lo svolgimento di un processo in cui erano imputati, rivendicarono nell'aula torinese l'omicidio del Procuratore Generale, che lasciava moglie e tre figli minori.
L'identità dei responsabili materiali dell'attentato è rimasta non accertata. Secondo il collaboratore di giustizia brigatista Patrizio Peci, che riferì presunte confidenze di Raffaele Fiore, peraltro non coinvolto direttamente, avrebbero partecipato tutti i principali clandestini dell'organizzazione: Mario Moretti, Rocco Micaletto, Lauro Azzolini e Franco Bonisoli. Egli inoltre coinvolse anche Giuliano Naria, che invece in sede giudiziaria fu assolto, e Riccardo Dura, lo sconosciuto membro non ancora dirigente del gruppo. Tuttavia, non si sono raggiunti riscontri a questa testimonianza indiretta. Altre fonti ritennero ipoteticamente che Dura, morto nell'irruzione di via Fracchia, fosse il capo del nucleo armato che uccise Coco e la scorta. Significativa, al riguardo, la deposizione istruttoria non resa nota dell'irregolare BR Lorenzo La Paglia, poi uscito dall'organizzazione, che parlò di una confidenza fattagli dall'amico Dura, il quale si sarebbe detto partecipe solo di qualche avvistamento, lasciando intendere di non avere assolutamente preso parte all'azione. Azzolini, nel suo racconto fornito a Giorgio Bocca, pur confermando la propria partecipazione ai preparativi nella logistica dell'organizzazione, fece intendere di non essere stato presente all'interno del nucleo operativo il giorno dell'agguato.

## Filmografia
- Gli anni spezzati, regia di Graziano Diana – miniserie TV (2014). Ad interpretare Francesco Coco è l'attore Ennio Fantastichini.

## Bibliografia

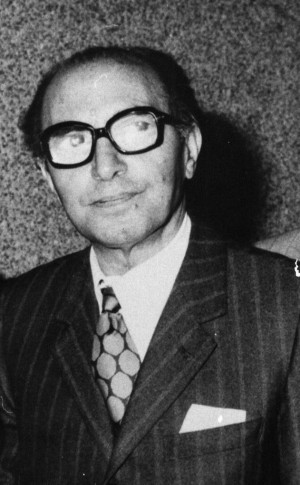